# بطولة الأندية الآسيوية 1988–89
بطولة الأندية الآسيوية 1988–89 هو الموسم 8 من دوري أبطال آسيا. أشرف على تنظيمه الاتحاد الآسيوي لكرة القدم، وكان عدد الأندية المشاركة فيه 26، وفاز فيه السد القطري.